# Le Cœur du monde (film)
Pour plus de détails, voir Fiche technique et Distribution.
Le Cœur du monde (Сердце мира, Serdtse mira) est un film russe réalisé par Natalia Mechtchaninova, sorti en 2018.
Il est présenté au festival Kinotavr 2018 où il remporte le Grand Prix et où Stepan Devonine reçoit le prix du meilleur acteur.

## Synopsis
Yegor, un vétérinaire, travaille dans un centre où l’on forme des chiens de chasse. C’est là le monde qui lui convient car on trouve beaucoup plus facilement un langage commun avec les bêtes qu'avec les gens. Le rêve de Yegor serait faire partie de la famille de Nikolaï Ivanovitch, le propriétaire du centre, et pour cela, il est prêt à n’importe quoi.

## Fiche technique
- Titre original : Сердце мира, Serdtse mira
- Titre français : Le Cœur du monde
- Réalisation : Natalia Mechtchaninova
- Scénario : Stepan Devonine et Boris Khlebnikov
- Photographie : Evgueni Tsvetkov
- Montage : Dacha Danilova
- Pays d'origine : Russie
- Format : Couleurs - 35 mm
- Genre : drame
- Durée : 124 minutes
- Dates de sortie :
  -  Russie : juin 2018 (Kinotavr 2018)
  -  Canada : septembre 2018 (Festival international du film de Toronto 2018)

## Distribution
- Stepan Devonine : Egor
- Dmitri Podnozov : Nikolaï
- Yana Sekste : Dasha
- Evgueni Sytyy :
- Ekaterina Vasiljeva

## Distinctions

### Récompenses
- Kinotavr 2018 : Grand Prix et prix du meilleur acteur pour Stepan Devonine.

### Sélections
- Festival international du film de Toronto 2018 : sélection en section Contemporary World Cinema.
- Festival international du film de Saint-Sébastien 2018 : sélection en section Nouveaux réalisateurs.
- Festival Premiers Plans d'Angers 2019 : sélection en compétition Longs métrages européens.